# 래리 스콧

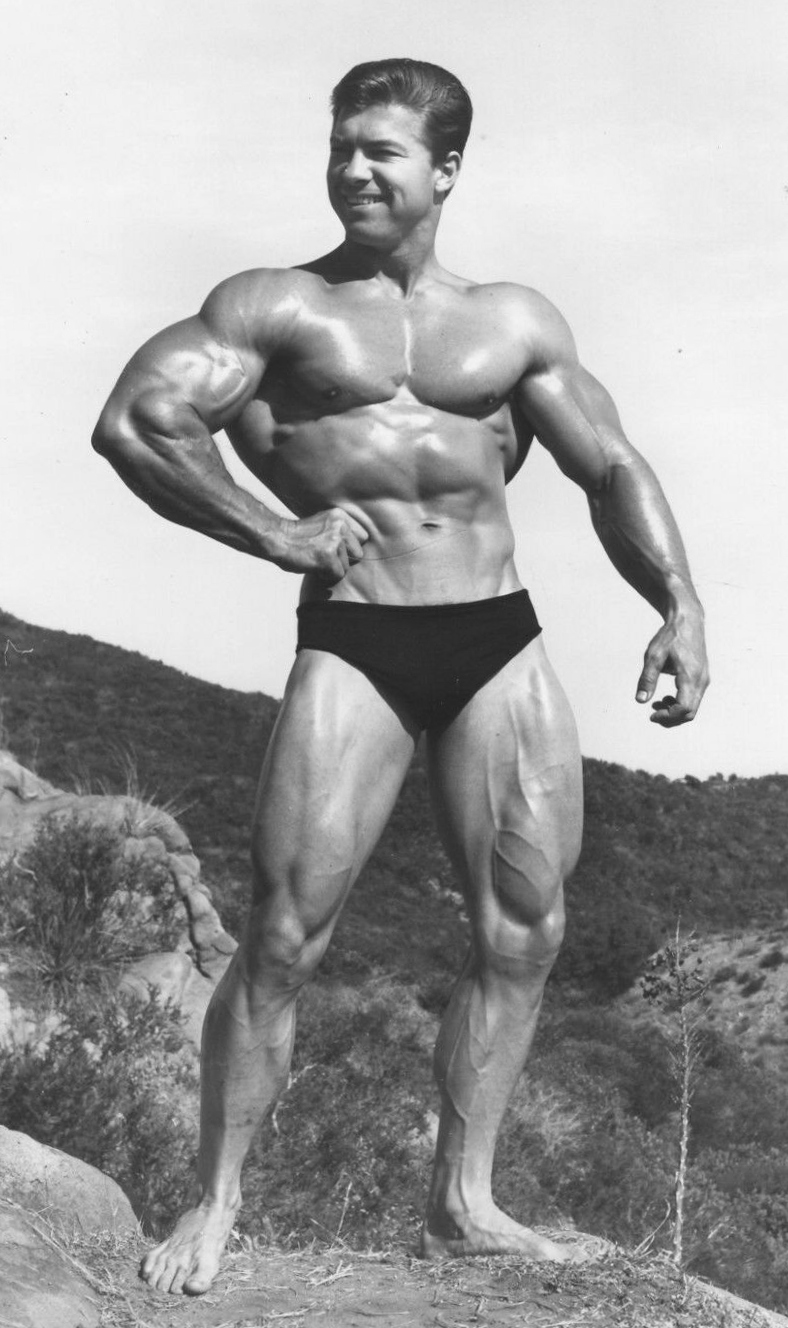

래리 스콧(Larry Scott, 1938년 10월 12일 ~ )은 미국의 보디빌더로, 1965년부터 1966년까지 2회 미스터 올림피아에서 우승을 하였다.